# Anticharis arabica
Anticharis arabica är en flenörtsväxtart som beskrevs av Stephan Ladislaus Endlicher. Anticharis arabica ingår i släktet Anticharis och familjen flenörtsväxter. Inga underarter finns listade i Catalogue of Life.